# Astragalus ensiformis
Astragalus ensiformis är en ärtväxtart som beskrevs av Marcus Eugene Jones. Astragalus ensiformis ingår i släktet vedlar, och familjen ärtväxter. Inga underarter finns listade i Catalogue of Life.